# Lametbach
Der Lametbach ist ein knapp 12 km langer linker Nebenbach des Simmerbachs im Hunsrück in Rheinland-Pfalz. In trockenen Sommern trocknet der Lametbach vollständig aus.

## Name
Der Erstbeleg des Namens stammt aus dem Jahr 1323 (dy … beche der Lamt). Der Name leitet sich wahrscheinlich von althochdeutsch *hlamōn ‚rauschen, tosen‘ ab und bedeutet entsprechend „der Rauschende, Tosende“.

## Geographie

### Verlauf
Der Lametbach entspringt auf einer Höhe von etwa 565 m ü. NHN im Soonwald in der Längsmulde zwischen dessen beiden Hauptrücken und fließt die ersten Kilometer durch das diesen bedeckende geschlossene Forstgebiet nach Südwesten, ehe er sich darin nach Nordwesten kehrt. In Mengerschied verlässt er den Soonwald, hier fließt von rechts und Nordosten entlang dem Soonwaldrand der hier längere Brühlbach ein. Dann zieht der Lametbach in Fortsetzung von dessen Laufrichtung durch ein extensiv genutztes Wiesental, er mündet schließlich in Gemünden (Hunsrück) in den Simmerbach, der ab dort Kellenbach heißt.

### Zuflüsse
- (Bach aus dem Schwarzenbrück) (links), 0,6 km, 0,87 km²
- Burgbach (Bach von der Hunsrückerhöh), 0,7 km, 0,74 km²
- Brühlbach (rechts), 12,3 km, 35,40 km²
- Mausbach (links), 1,2 km, 1,40 km²

## Flora und Fauna
Im Soonwald fließt der Lametbach durch dichten Fichten-Hochwald und durch Kahlflächen, die durch Windwurf entstanden und auf denen erst langsam wieder Wald aufwächst. Hier sind Rot- und Schwarzwild anzutreffen. Am Unterlauf säumen Weiden und Erlen die Ufer.

## Tourismus
Im Soonwald berühren mehrere Wanderwege den Bach. Im Unterlauf ab Mengerschied läuft ihm der von Simmern nach Gemünden ungefähr dem Fuß des Soonwaldes folgende Schinderhannes-Soonwald-Radweg parallel.